# NGC 7423
NGC 7423 is een open sterrenhoop in het sterrenbeeld Cepheus. Het hemelobject werd op 1 november 1788 ontdekt door de Duits-Britse astronoom William Herschel.

## Synoniemen
- OCL 246